# ヘルマ・サンダース＝ブラームス
ヘルマ・サンダース＝ブラームス（Helma Sanders-Brahms、1940年9月20日 - 2014年5月27日） は、ドイツの映画監督、脚本家、プロデューサー、女優である。

## 来歴
ヘルマ・サンダース＝ブラームスは演技を学んだ後にドイツ語と英語を学んだ。最初はテレビの仕事をしていたが、セルジオ・コルブッチとピエル・パオロ・パゾリーニのもとで映画監督としての訓練を受け、主にドイツのテレビ局から委託を受けて多数の映画を作成した。ニュー・ジャーマン・シネマの時期に監督として名をなした。おそらく英国では『シリンの結婚』でもっともよく知られており、また共作である『キング・オブ・フィルム/巨匠たちの60秒』にも参加している。1980年の映画『ドイツ・青ざめた母』は第30回ベルリン国際映画祭に出品された。1982年に第32回ベルリン国際映画祭の審査員となった。
2014年5月27日、病気のためベルリンで死去。73歳没。長期の療養生活を送っていた。

## 主な作品
- ドイツ・青ざめた母 Deutschland bleiche Mutter  (1980) 監督・脚本・製作
- エミリーの未来 Flügel und Fesseln (1985) 監督・脚本・出演
- ラピュタ Laputa (1987) 監督・脚本
- 林檎の木 Apfelbäume (1992) 監督・脚本
- リュミエールと仲間たち Lumière et compagnie (1995) 監督
- クララ・シューマン 愛の協奏曲 Geliebte Clara (2008) 監督・脚本

## 参考資料
- Helma Sanders-Brahms Bibliography (via UC Berkeley)
- Brigitte Tast Helma Sanders-Brahms (Düsseldorf 1980) ISBN 3-88842-108-X.
- Knight Julia Women and the New German Cinema (London 1992: Verso) ISBN 0-86091-352-X